# Campionat de Zúric 1999
L'edició del 1999 fou la 84a del Campionat de Zuric. La cursa es disputà el 22 d'agost de 1999, amb final a Zúric, i amb un recorregut de 245,3 quilòmetres. El vencedor final fou el polonès Grzegorz Gwiazdowski, que s'imposà per davant de Sergio Barbero i Andrei Txmil.
Va ser la vuitena cursa de la Copa del Món de ciclisme de 1999.

## Classificació final
|    | Ciclista             | Equip                 | Temps           |
| -- | -------------------- | --------------------- | --------------- |
| 1  | Grzegorz Gwiazdowski | Cofidis               | 6 h 19 min 48 s |
| 2  | Sergio Barbero       | Mercatone Uno-Bianchi | + 28"           |
| 3  | Andrei Txmil         | Lotto-Mobistar        | + 34"           |
| 4  | Paolo Bettini        | Mapei-Quick Step      | m. t.           |
| 5  | Andrei Kivilev       | Festina-Lotus         | m. t.           |
| 6  | Michael Boogerd      | Rabobank              | m. t.           |
| 7  | Davide Rebellin      | Polti                 | m. t.           |
| 8  | Laurent Brochard     | Festina-Lotus         | m. t.           |
| 9  | Mikel Zarrabeitia    | Once-Deutsche Bank    | m. t.           |
| 10 | Jörg Jaksche         | Deutsche Telekom      | m. t.           |